# Шападас-дас-Мангабейрас (мікрорегіон)

Шападас-дас-Мангабейрас на карті штату Мараньян

Шападас-дас-Мангабейрас (порт. Microrregião das Chapadas das Mangabeiras) — мікрорегіон у Бразилії, входить у штат Мараньян. Складова частина мезорегіону Південь штату Мараньян. Населення становить 65 634 осіб на 2006 рік. Займає площу 16 876,956 км². Густота населення — 3,9 ос./км².

## Склад мікрорегіона
До складу мікрорегіону включені наступні муніципалітети:
1. Бенедіту-Лейті
2. Форталеза-дус-Ногейрас
3. Лорету
4. Нова-Колінас
5. Самбаїба
6. Сан-Домінгус-ду-Азейтан
7. Сан-Феліс-ді-Балсас
8. Сан-Раймунду-дас-Мангабейрас

| Бразилія | Це незавершена стаття з географії Бразилії. Ви можете допомогти проєкту, виправивши або дописавши її. |